# 紅目美洲鱥
紅目美洲鱥（學名：Notropis harperi），為輻鰭魚綱鯉形目雅羅魚科的其中一種，分布於北美洲美國喬治亞州的阿爾塔馬哈河至阿拉巴馬州的埃斯坎比亞河，南至佛羅里達州聖約翰斯河和威斯拉庫奇河流域，本魚呈長橢圓形且側扁，眼大、口近下位，體背部黃色，靠近體中央顏色帶橙紅色，腹部銀白色，體側中央具有一條黑色縱帶，尾鰭叉形，體長可達6公分，棲息在沙石底質的溪流，生活習性不明。